# Morzeny
Morzeny is een personage uit de James Bondfilm From Russia with Love. Hij is in deze film overigens de enige bij naam genoemde handlanger die niet in de oorspronkelijke roman voorkomt (ofschoon zijn naam enkel in de aftiteling voorkomt).
Morzeny heeft de leiding over de geheime trainingsbasis van SPECTRE: SPECTRE-eiland. Hier worden en masse beroepsmoordenaars getraind. Ook met levende schietschijven. Morzeny verschijnt voor het eerst in de film als Red Grant in de proloog zo'n levend doelwit vermoord heeft als training. Als Rosa Klebb op het eiland arriveert om een geschikte moordenaar te vinden staat Morzeny klaar om haar naar Grant te brengen.

Morzeny verschijnt veel later nogmaals in de film, als al duidelijk is dat het plan van kolonel Tov Kronsteen aan het mislukken is. Terwijl Ernst Stavro Blofeld Kronsteens mening dat Klebb hier schuld aan heeft lijkt de delen komt Morzeny achter haar staan. Hij activeert een gevaarlijke giftige spike in zijn rechterlaars (de laars die het dichtst bij Klebb staat), maar executeert er uiteindelijk juist Kronsteen mee! Daarna wordt alles op alles gezet om Bond alsnog te vermoorden en de Lektor van hem te stelen. Morzeny laat Bond met een groepje speedboten in de val lopen. Bond snapt dat hij zo niet kan ontsnappen, maar komt op een idee als Morzeny's mannen de waarschuwingsschoten te dicht afvuren waardoor de olievaten op Bonds boot lek raken. Bond gooit de vaten overboord en in plaats van met dit lichtere gewicht te vluchten remt hij af, waardoor het lijkt alsof hij zich wil overgeven. De speedboten komen dichterbij, nemen gas terug op bevel van Morzeny en varen langs de vaten heen, maar op dat moment schiet Bond een lichtkogel in de olie in het water, zodat de vaten exploderen. Op de speedboten ontstaat brand en breekt er paniek uit, waarna de boten op elkaar botsen en iedereen tracht te ontsnappen aan het vuur door overboord te springen. Het laatste wat we van Morzeny zien is hoe hij brandend in het water stort.

## Trivia
- Morzeny is in de film From Russia with Love de enige bij naam genoemde handlanger die niet in de oorspronkelijke roman voorkomt (ofschoon zijn naam enkel in de aftiteling voorkomt).
- Morzeny werd gespeeld door Walter Gotell, die vanaf 1977 tot 1987 een vaste rol in de Bondfilms kreeg als KGB-chef generaal Gogol.